# Bundesautobahn 7
Pour les articles homonymes, voir A7 et Autoroute A7.
L'autoroute allemande 7 (Bundesautobahn 7 en allemand et BAB 7 en abrégé) est un axe autoroutier qui traverse toute l'Allemagne depuis le Nord jusqu'au Sud. L'autoroute A7 a une longueur de 963,6 km. Elle est la plus longue des autoroutes allemandes et aussi la plus longue autoroute nationale en Europe.
Avec l'A5, elle constitue le réseau HaFraBa.
L'autoroute A7 commence à la frontière avec le Danemark. Elle est le prolongement de la  qui a démarré en Finlande et traversé la Suède puis le Danemark. Après avoir traversé le land de Schleswig-Holstein, elle atteint Hambourg, où elle passe sous le fleuve Elbe par l'intermédiaire d'un tunnel sous l'Elbe réalisé en 1975.
L'A7 traverse ensuite la lande de Lunebourg, une région boisée de Basse-Saxe avant de passer sa capitale Hanovre (échangeur autoroutier avec l'A2).
Elle franchit la rivière Werra à Hann. Münden. À Cassel l'A7 rejoint la A44 qui va relier Cassel à Eisenach après sa finalisation. Plus loin, elle longe la voie spéciale de l'InterCityExpress, qui relie Hanovre à Wurtzbourg.
L'autoroute arrive enfin dans les chaînes montagneuses du Rhön.
Cet axe routier traverse ensuite la Bavière et les villes de Wurtzbourg, Ulm et de Memmingen où elle croise la .
Ensuite, elle entre dans le Bade-Wurtemberg. L'autoroute arrive enfin dans les chaînes montagneuses du Jura souabe.
L'autoroute A7 finit près de Füssen en Allgäu à la frontière avec l'Autriche. Près de Füssen se trouve le point le plus haut d'une autoroute en Allemagne (914 m).

## Galerie de photographies

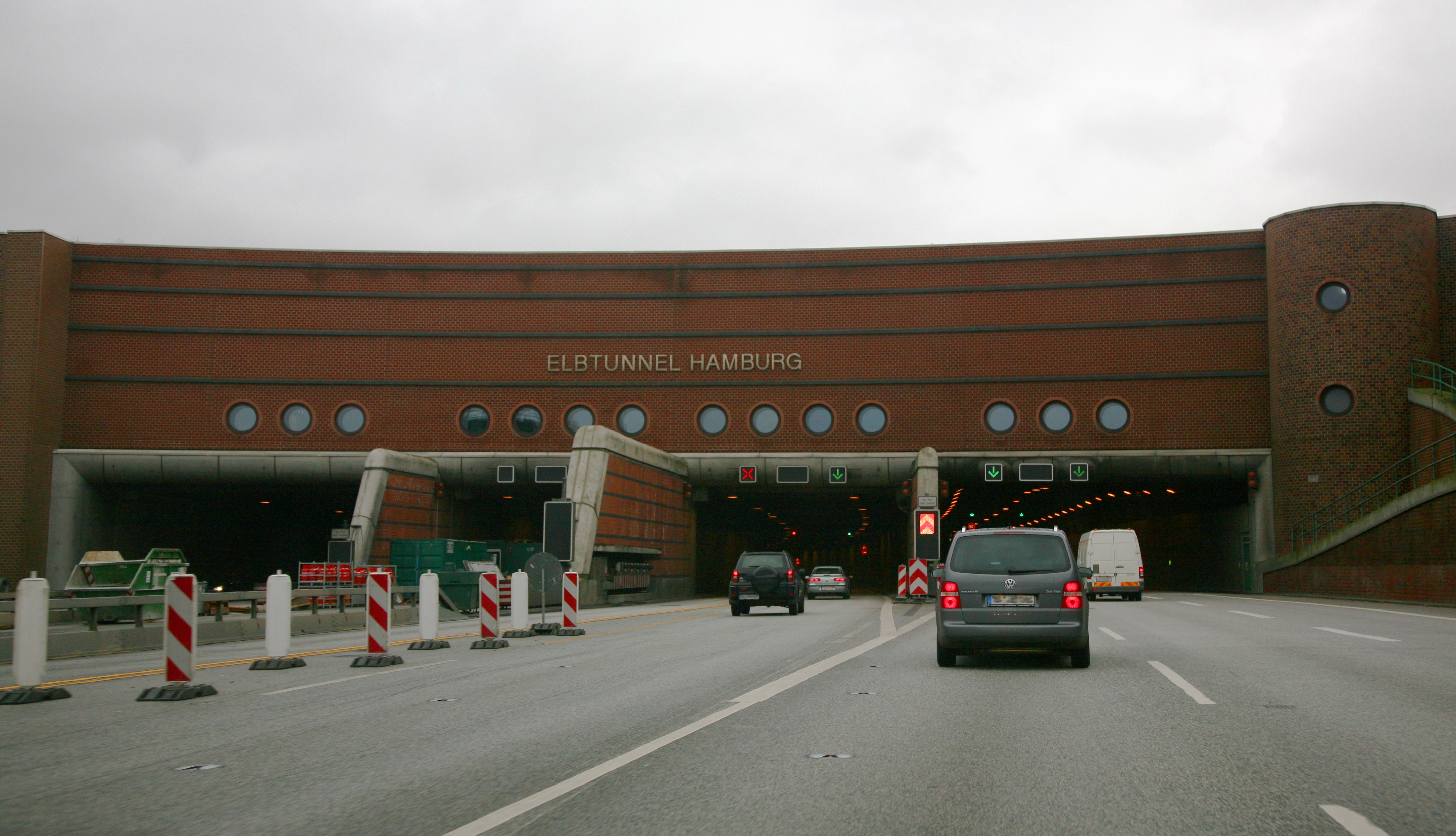
Entrée du tunnel sous l'Elbe.
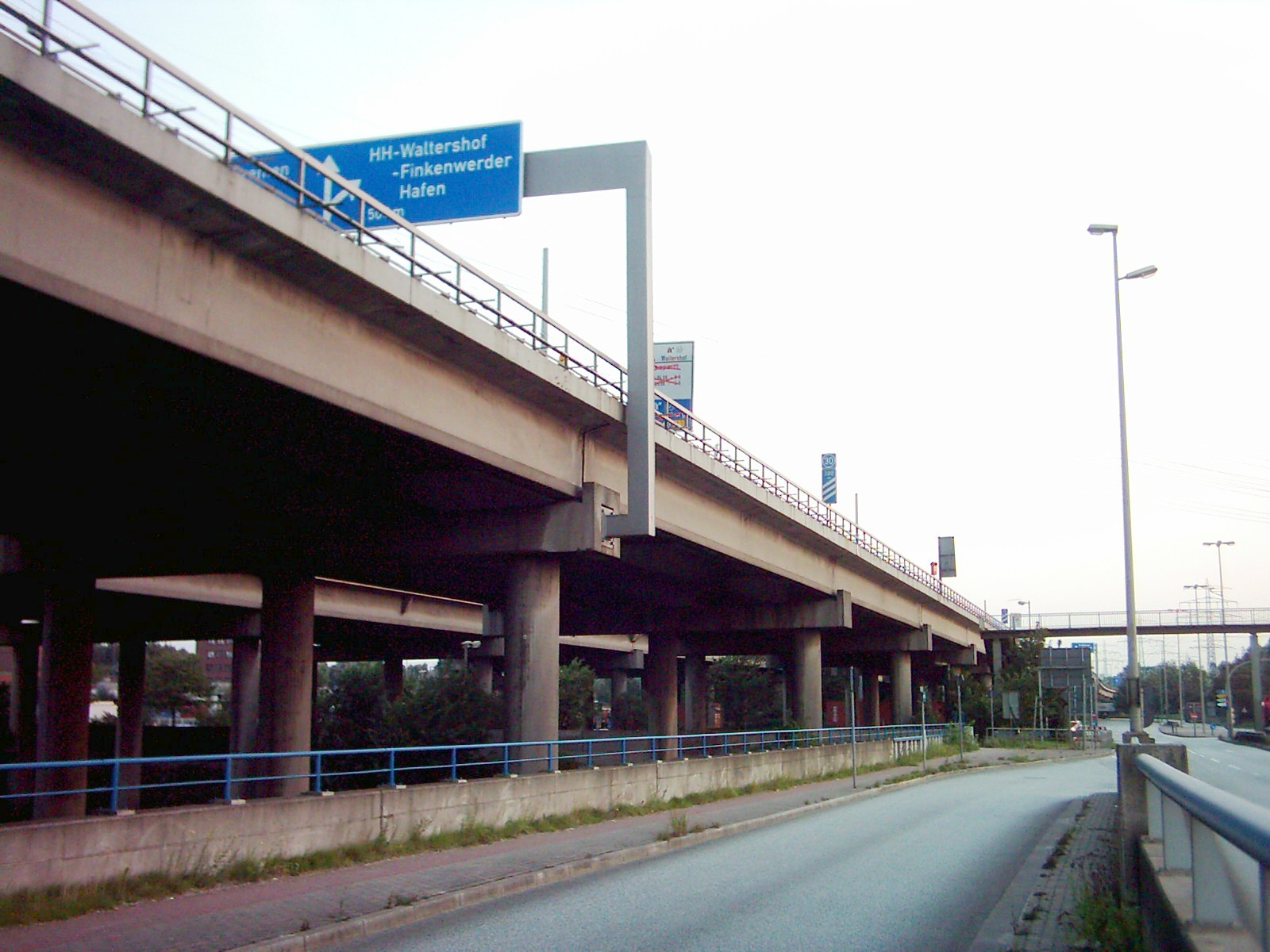
Traversée de Hambourg.
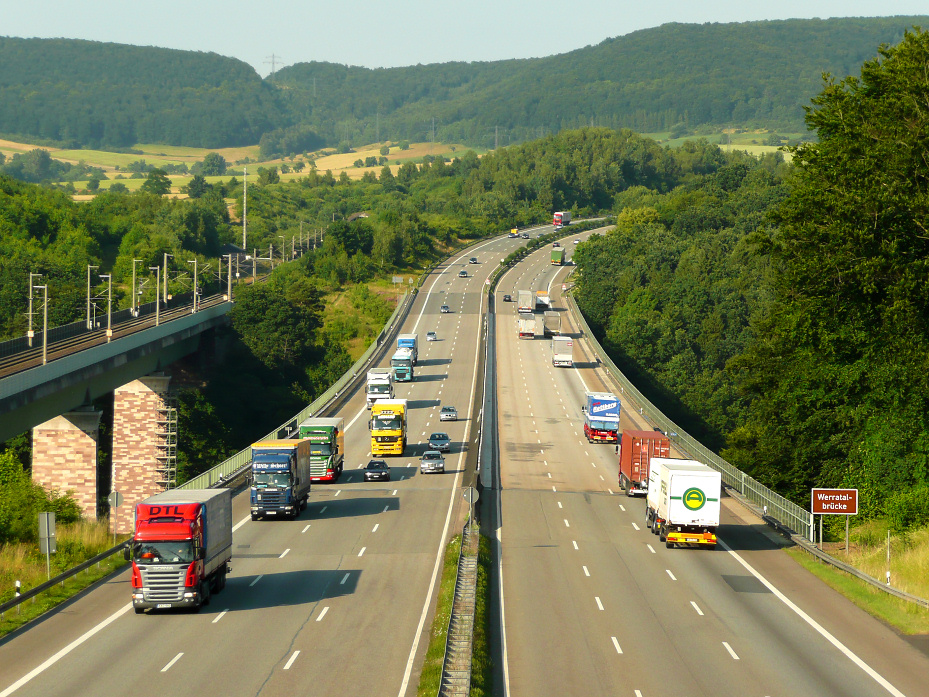
Franchissement de la rivière Werra.
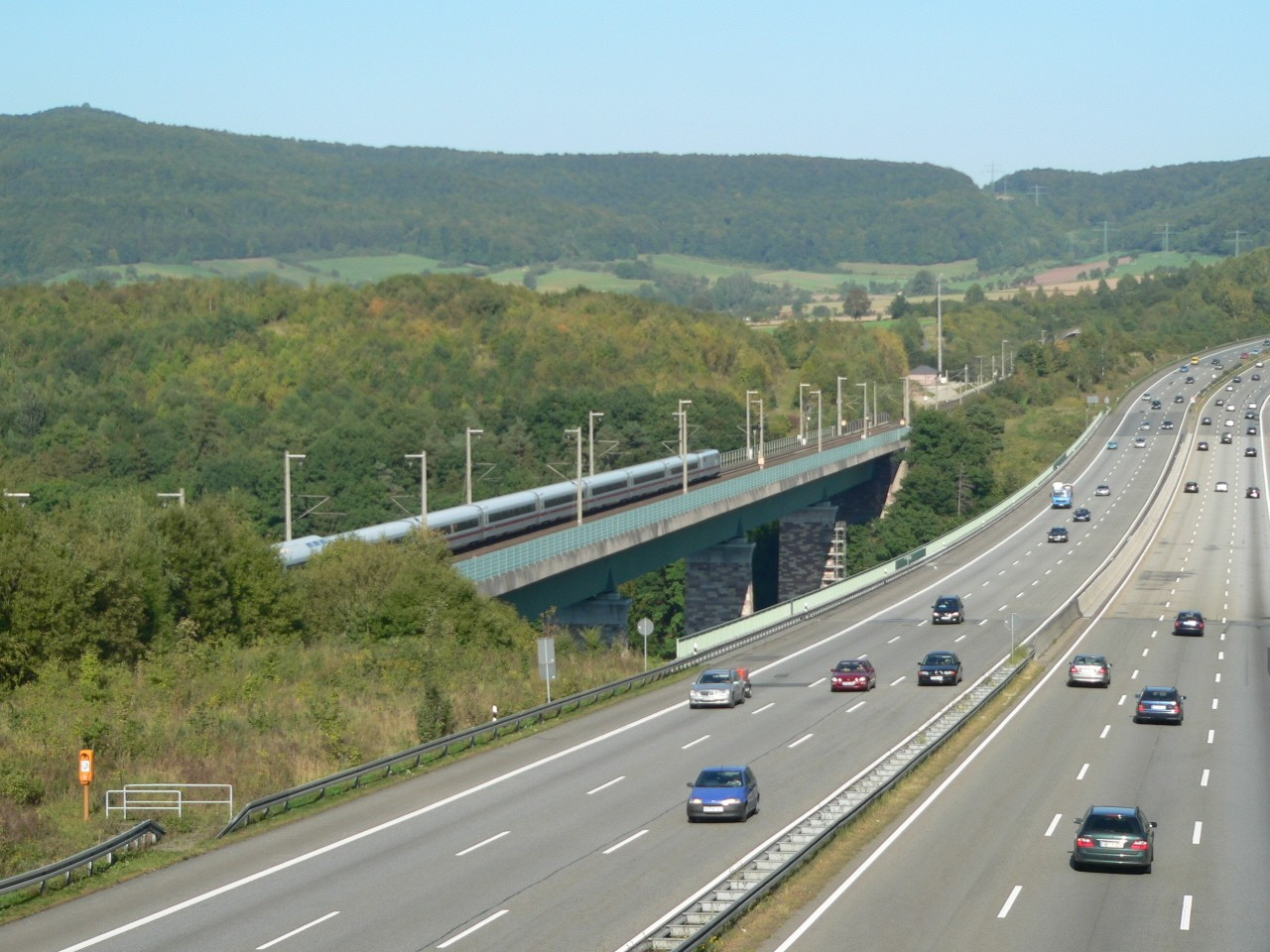
L'autoroute A7 longeant l'InterCityExpress.